# Авейру (Пара)
Авейру (порт. Aveiro)  — місто та муніципалітет в Бразилії, входить в штат Пара. Складова частина мезорегіону Південний захід штату Пара. Входить в економіко-статистичний мікрорегіон Ітаітуба. Населення становить 18 949 людей на 2006 рік. Займає площу 17 074,290 км². Густота населення   — 1,1 осіб/км².

## Статистика
- Валовий внутрішній продукт на 2003 становить 23.823.584,00 реалів (дані: Бразильський інститут географії та статистики).
- Валовий внутрішній продукт на душу населення  на 2003 становить 1.371,06 реалів (дані: Бразильський інститут географії та статистики).
- Індекс розвитку людського потенціалу на 2000 становить 0,635 (дані: Програма розвитку ООН).

| Бразилія | Це незавершена стаття з географії Бразилії. Ви можете допомогти проєкту, виправивши або дописавши її. |

1. 1 2 3 4 5 6 7 8  OpenStreetMap — 2004.